# 蕉門十哲
蕉門十哲（しょうもんじってつ）は、松尾芭蕉の弟子の中で、特に優れた高弟10人を指す語。孔門十哲にならっていう。蕉門の十哲とも。

## 概要
森川許六の「師ノ説」（『風俗文選』所収）に「其道を継ぐ十哲の門人」とあるのをはじめ、各務支考らもこれを説いているが、10人が誰に当たるかについては諸説ある。
なお、蕉門十哲を表す語としては、「蕉門十哲」のほか、釈迦の十大弟子にならう「十大弟子」という語もある。この種の語の初見は、許六の[宝永元年記」の「去来誄」で、これに「猶生き残りたる十大弟子の中にも」とあるため、この種のものは、宝永元年以前、元禄末ころに発唱されていたのではないかと推測する見解がある。

### 一般的な蕉門十哲
一般には、竹内青々編『続俳家奇人談』（天保3年（1832年））の与謝蕪村筆とされる賛画に描かれた、次の10名とされることが多い。
このうち、其角、嵐雪、去来、丈草は，江戸期の諸書を通じて十哲に挙げられている。許六、杉風が挙げられることも多い。
宝井其角（たからい きかく）
寛文元年（1661年） - 宝永4年（1707年）　蕉門第一の高弟。江戸座を開く。
服部嵐雪（はっとり らんせつ）
承応3年（1654年） - 宝永4年（1707年）　其角とならんで蕉門の双璧をなす。
向井去来（むかい きょらい）
慶安4年（1651年） - 宝永元年（1704年）　京都嵯峨野に別荘「落柿舎」を所有。芭蕉より野沢凡兆とともに「猿蓑」の編者に抜擢される。
内藤丈草（ないとう じょうそう）
寛文2年（1662年） - 宝永元年（1704年）
森川許六（もりかわ きょりく）
明暦2年（1656年） - 正徳5年（1715年）　晩年になって入門。画の名人で芭蕉に画を教える。
杉山杉風（すぎやま さんぷう）
正保4年（1647年） - 享保17年（1732年）　本名は杉山市兵衛。蕉門の代表的人物で芭蕉の経済的支援者。深川の芭蕉庵の近くに庵があり、「採荼庵」（さいだあん、さいとあん）と云った。
各務支考（かがみ しこう）
寛文5年（1665年） - 享保16年（1731年）
立花北枝（たちばな ほくし）
生年不詳 - 享保3年（1718年）　「奥の細道」の道中の芭蕉と出会い入門。
志太野坡（しだ やば）
寛文2年（1662年） - 元文5年（1740年）　芭蕉の遺書を代筆。
越智越人（おち えつじん）
明暦2年（1656年） - 没年不詳　　尾張蕉門の門人。「更科紀行」の旅に同行。

### その他の蕉門十哲
以下のような人選をしたものも見られる。
| 資料             | 其角 | 嵐雪 | 去来 | 丈草 | 許六 | 杉風 | 支考 | 北枝 | 野坡 | 越人 | その他の門人                       |
| ---------------- | ---- | ---- | ---- | ---- | ---- | ---- | ---- | ---- | ---- | ---- | ---------------------------------- |
| 『俳諧独稽古』   | ○    | ○    | ○    | ○    | ○    | ○    | ○    |      |      |      | 三上千那、河合曾良、天野桃隣       |
| 『関清水物語』   | ○    | ○    | ○    | ○    | ○    | ○    | ○    |      |      | ○    | 広瀬惟然、服部土芳                 |
| 『鮫洲抄』       | ○    | ○    | ○    | ○    | ○    | ○    | ○    |      |      |      | 桃隣、斯波園女、水田正秀           |
| 『俳人百家撰』   | ○    | ○    | ○    | ○    | ○    |      | ○    | ○    | ○    | ○    | 曾良                               |
| 『風俗文選通釈』 | ○    | ○    | ○    | ○    |      |      |      | ○    | ○    |      | 山本荷兮、菅沼曲水、野沢凡兆、曾良 |

このほか松倉嵐蘭、槐本諷竹（之道）、江左尚白、浜田洒堂（珍碩）、中川乙由が含められる場合もある。